# Sliver
«Sliver» (en español: «Astilla») es una canción del grupo musical estadounidense de grunge Nirvana. Fue originalmente lanzada como sencillo en 1990. Aparecería posteriormente en el álbum de rarezas Incesticide en 1992.

## Significado
La canción es una "autobiografía" del cantante y guitarrista Kurt Cobain, es sobre un incidente de la infancia del mismo. Las letras describen a un niño que fue dejado en casa de sus abuelos mientras sus padres iban a un recital. El niño empieza a extrañar su casa, y entonces empieza a patalear y a gritar "Grandma, take me home" ("Abuela, llévame a casa"). Los abuelos intentan complacer al niño, pero parecen incapaces de satisfacerlo. Las primeras versiones de la canción también mencionan que su brazo fue accidentalmente quemado por un cigarrillo de su abuelo.

## Relanzamiento
Pese a ser lanzado originalmente como un sencillo en 1990, Geffen, la compañía discográfica de la banda relanzó la canción para apoyar las ventas de Incesticide, lo cual resultó en significante rotación.

### Video musical
La banda filmó en marzo de 1993 un video promocional, que mostraba a la banda tocando en el garaje de la casa de Kurt Cobain en Seattle (con la apariencia de un pequeño piso por la organización del escenario). La niña que aparece en el video es la hija de Cobain, Frances Bean, y da la impresión de estar bailando. Cuando fue lanzado en MTV, algunos afiches en las paredes fueron censurados, debido a reglas de posicionamiento de productos.

### Posiciones en listas
| Año  | Sencillo | Lista                                 | Posición |
| ---- | -------- | ------------------------------------- | -------- |
| 1993 | «Sliver» | Canciones de Rock Moderno             | N.º 19   |
| 1992 | «Sliver» | Lista oficial de sencillos en Irlanda | N.º 23   |

## Grabación
El sencillo fue grabado usando el equipamiento usado por Tad, que había dejado el estudio momentáneamente para un descanso. La canción fue grabada completamente durante la hora en que Tad no se encontraba.
Dan Peters es el baterista en «Sliver». Chad Channing en el resto de las canciones del sencillo.

## Otras versiones
- La versión del sencillo y de Incesticide fue relanzada en el álbum de "grandes éxitos" Nirvana.
- Una versión en vivo de 1993 se encuentra en el álbum en vivo From the Muddy Banks of the Wishkah.
- Una versión temprana de la canción puede encontrarse en el box set With the Lights Out, así como en el álbum recopilatorio Sliver: The Best of the Box.

## Lista de canciones
Las siguientes canciones aparecieron en el sencillo (todas escritas por Cobain):
1. «Sliver» (2:13)
2. «Dive» (3:53)
3. «About a Girl» (2:29) (en vivo, 9 de febrero de 1990, solo en versiones de CD)
4. «Spank Thru» (2:58) (en vivo, 9 de febrero de 1990, solo en versiones de CD)
5. Phone Conversation (00:43) (una conversación telefónica entre Jonathan Poneman de Sub Pop y Krist Novoselic)